# Forsthaus Silbertal
Das Forsthaus Silbertal ist eine Ausflugsgaststätte und ein Wohnplatz, der zu Deidesheim gehört.

## Lage
Das Gebäude befindet sich im Pfälzerwald innerhalb der Waldgemarkung von Deidesheim im namensgebenden Silbertal. 300 Meter nordöstlich mündet der Silbertalbach in den Mußbach. Im näheren Einzugsgebiet befindet sich außerdem das bereits zu Wachenheim an der Weinstraße gehörende Forsthaus Rotsteig samt Kurpfalz-Park. Etwas weiter südlich, auf der Passhöhe Alte Schanze, steht der Ritterstein 258, der die Aufschrift Alte Straße – Zollstation und Schanze 1794 trägt. Westlich des Forsthauses erstrecken sich der Taubenrux und der Hintere Stoppelkopf.

## Geschichte
Das Forsthaus wurde im Jahr 1818 errichtet. Im Zuge einer Forstreform im 20. Jahrhundert verlor es seine ursprüngliche Funktion. Mittlerweile dient es als Ausflugslokal.

## Verkehr
Das Forsthaus Silbertal liegt an der Kreisstraße 16, die von Wachenheim nach Lindenberg führt. In diesem Bereich zweigt von ihr die einspurige, mittlerweile zurückgestufte frühere Kreisstraße 15 nach Gimmeldingen ab.

## Tourismus
Das Forsthaus liegt an einem Wanderweg, der mit einem blau-gelben Balken markiert ist und der von Deidesheim bis nach Rhodt unter Rietburg verläuft.